# Чаїнськ
Ча́їнськ (рос. Чаинск) — село у складі Чаїнського району Томської області, Росія. Адміністративний центр Чаїнського сільського поселення.

## Населення
Населення — 298 осіб (2010; 388 у 2002).
Національний склад (станом на 2002 рік):
- росіяни — 95 %